# Baeoura hemmingseni
Baeoura hemmingseni là một loài ruồi trong họ Limoniidae. Chúng phân bố ở miền Australasia.